# Květoslav Svoboda
Květoslav Svoboda (* 25. August 1982 in Znojmo) ist ein ehemaliger tschechischer Freistilschwimmer. Er nahm an drei Olympischen Spielen teil. Im Jahre 2002 wurde er Vizeweltmeister über 400 m Freistil auf der Kurzbahn. Viermal erreichte er den Titel eines Vizeeuropameisters auf der 200-m-Kurzbahnstrecke.
Seine Olympiaeinsätze hatte Svoboda in den Jahren 2000, 2004 und 2008. Dabei war er 2004 in Athen Flaggenträger der tschechischen Olympiamannschaft.
Svobodas größter Erfolg war der zweite Platz bei den Kurzbahnweltmeisterschaften 2002 in Moskau in 3:41,97 Minuten hinter dem Australier Grant Hackett (3:38,29).
Bei den Kurzbahneuropameisterschaften 2000 in Valencia war er über die 200 m in 1:45,27 dem Italiener Massimiliano Rosolino (1:44,63) unterlegen, der auch die 400 m in 3:39,59 für sich entschied, auf denen Svoboda in 3:47,36 Dritter wurde.
2001 in Antwerpen war Pieter van den Hoogenband in Europarekordzeit (1:42,46) Svobodas Erfolg (1:44,78) im Wege und 2002 Emiliano Brembilla (1:45,39), Svoboda fehlten sechs Hundertstelsekunden (1:45,45).
2003 in Dublin zog Svoboda erneut gegen van den Hoogenband den Kürzeren (1:41,89, neuerlich Europarekord) und der Abstand war mit einer Zeit von 1:44,56 wiederum deutlich. Als Trost gab es noch einmal Bronze über 400 m hinter Juri Prilukow und Massimiliano Rosolino.
Svoboda engagiert sich politisch in der Občanská demokratická strana (ODS) und kandidierte unter anderem 2010 und 2014 für das Kommunalparlament seiner Heimatstadt Znojmo; 2010 wurde er gewählt.